# Ferdinand Vandry
Ferdinand Vandry né le 8 décembre 1887 à Rivière-du-Loup au Québec et mort le 13 janvier 1967 à Québec est un évêque canadien.

## Biographie
Après un doctorat en théologie achevé en 1921  , Ferdinand Vandry fut professeur et occupa différentes fonctions administratives, autant au Grand Séminaire de Québec qu’à l’Université Laval puis fut recteur de l’Université Laval de 1945 à 1954. Conférencier recherché, il prononça des allocutions autant au Canada qu’à l’étranger.  Avec Cyrille Gagnon, il participe à l’organisation du premier Congrès marial canadien du 12 au 16 juin 1929 à Québec. 
Le pavillon Ferdinand-Vandry a été nommé en son honneur.